# Urophora jaceana
Espèce
Urophora jaceana est une espèce d'insectes diptères brachycères de la famille des Tephritidae.